# Hembergen
Hembergen ist ein Ortsteil von Emsdetten im Kreis Steinfurt. Der Ort hat 830 Einwohner, ist sehr ländlich geprägt und liegt an der Ems. 

## Geschichte
Erstmals wurde Hembergen im Jahre 1245 erwähnt, als der Haupthof „Himberge“ an das St.-Ägidii-Kloster in Münster übertragen wurde.
Hembergen wurde am 1. Juli 1969 nach Emsdetten eingemeindet.

## Kirche

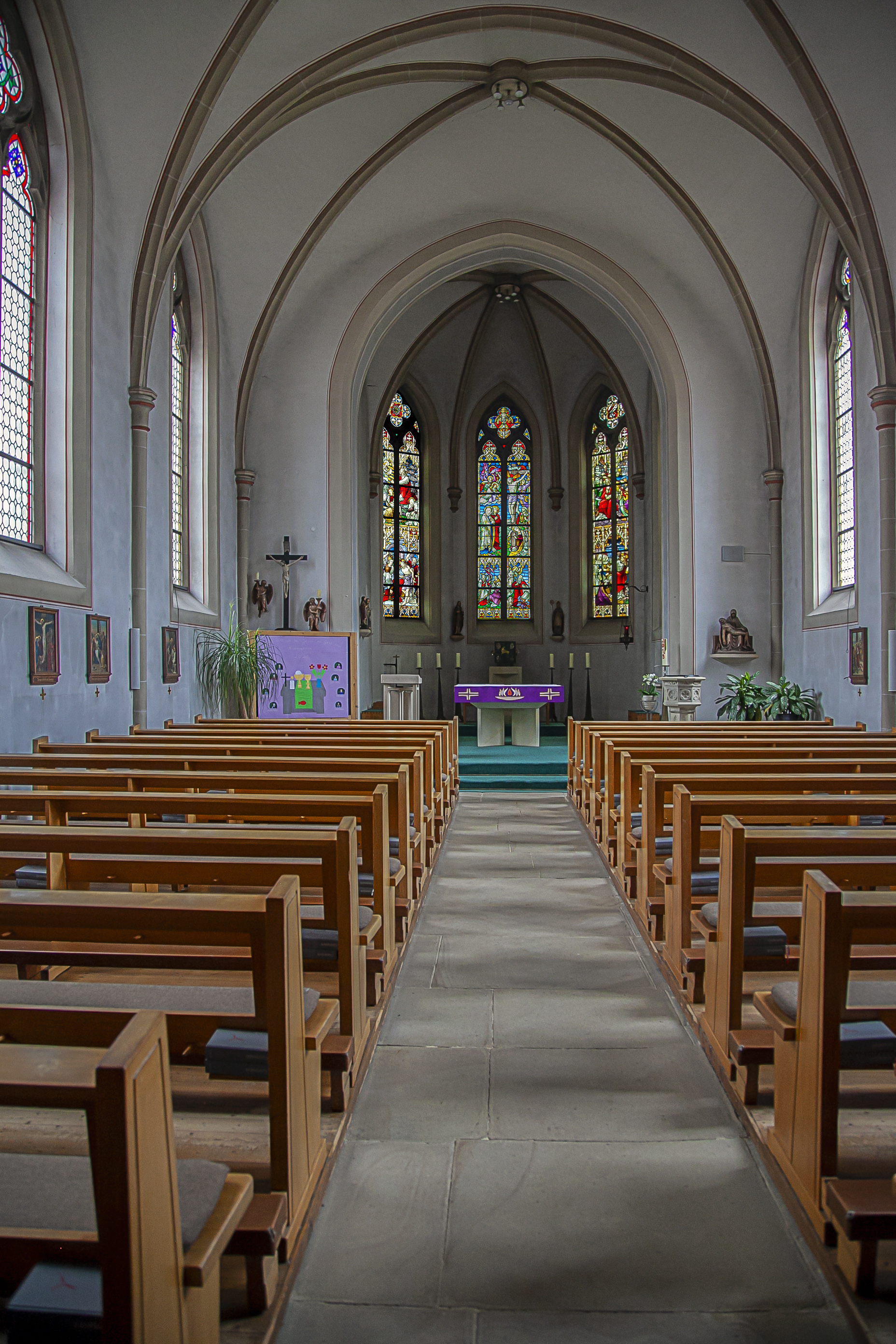
Pfarrkirche St. Servatius, Innenansicht

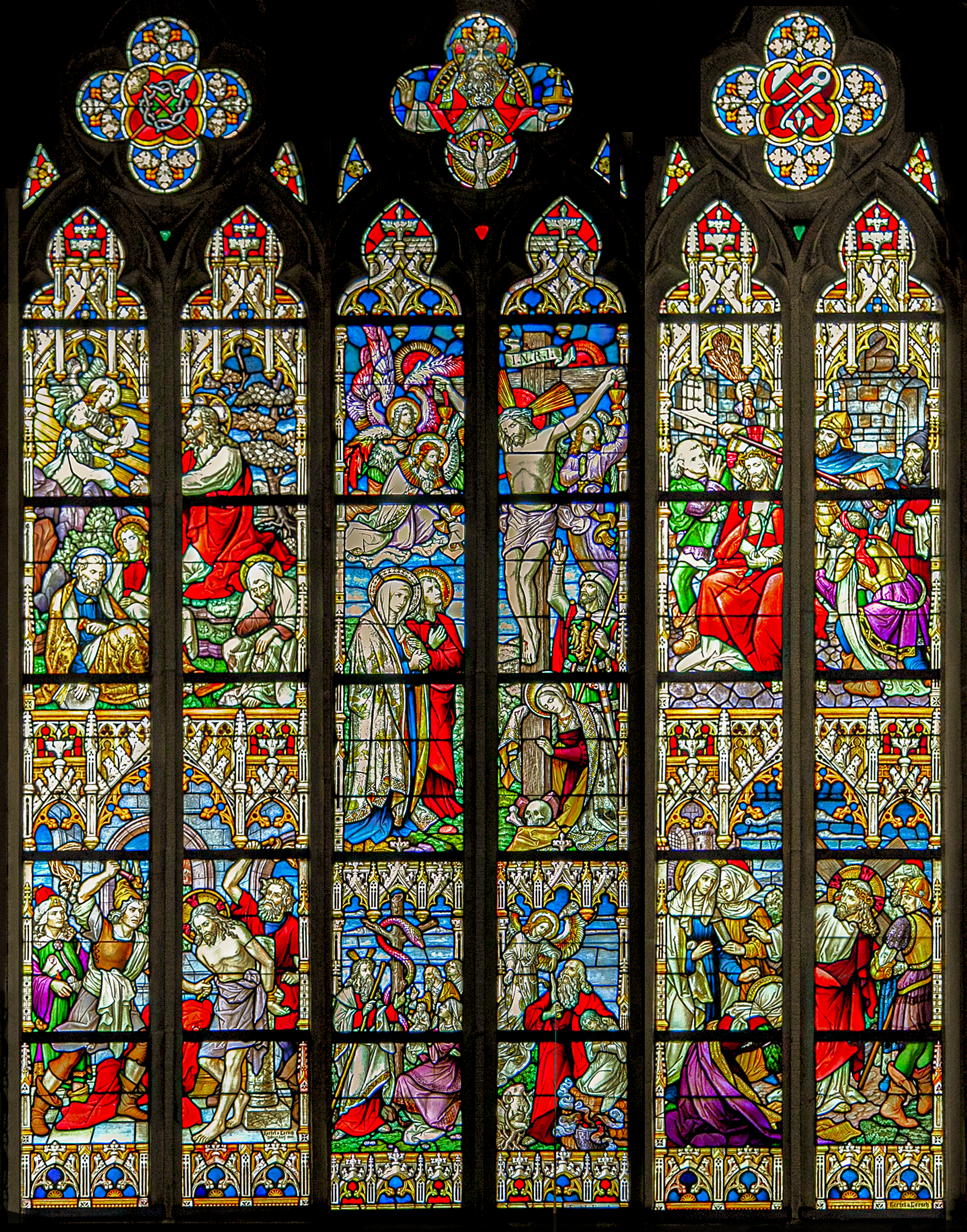
Chorfenster (Hertel und Lersch Düsseldorf, 1903)

Die ehemalige Gemeinde St. Servatius in Hembergen ist über 800 Jahre alt und damit nachweislich eine der ältesten Gemeinden im Bistum Münster. Auch das seltene Patrozinium des Bischofs Servatius weist darauf hin. Das heutige Kirchengebäude St. Servatius wurde in den Jahren von 1860 bis 1862 nach Plänen des Architekten Emil von Manger aus Oelde neu errichtet. Der Kirchturm beherbergt die ältesten Glocken von der Gemeinde, die in den Jahren 1504 und 1696 hergestellt wurden.
Die katholische Pfarrgemeinde St. Servatius in Hembergen wurde mittlerweile der Kirchengemeinde St. Pankratius in Emsdetten angeschlossen.

## Bekannte Einwohner des Ortes
- Ernst Hase (1889–1968), Maler, erwarb 1938 in Hembergen ein Haus
- Walter Jasper, Künstler und Designer, lebte bis zu seinem Tod 2007 in Hembergen

## Vereine des Ortes
- Bürgerverein Hembergen 1919 e.V.
- Sportverein Hembergen 1970 e.V.